# 蒍賈
蒍賈（？—前605年），芈姓，蒍氏，名賈，字伯嬴，春秋時期楚国将軍、政治人物。薳章之孫、蒍呂臣之子，据说是孫叔敖之父。辅佐楚成王、楚穆王、楚庄王三代。

## 生平
前611年，他领兵平定庸国，前608年，晋国趙盾会盟陳国、宋国攻打郑国。蒍賈受命，救援郑国，北林之战大破晋、陳、宋合軍，擒获晋大夫解揚。
鬬㝅於菟去世后，鬬㝅於菟之子鬬般为令尹，鬬椒为司馬、蒍賈为工正。之後，他诬陷鬬般，鬬般被杀。鬬椒为令尹，蒍賈任司马。前605年，蒍賈被鬬椒杀死。